# Shooter - Attentato a Praga
Shooter - Attentato a Praga (The Shooter) è un film del 1995 diretto da Ted Kotcheff.
Pellicola di produzione ceco-statunitense con protagonisti Dolph Lundgren, Assumpta Serna e Maruschka Detmers.

## Trama
Il protagonista è l'ufficiale Mickey Dane che viene incaricato di scoprire chi ha assassinato l'ambasciatore cubano all'ONU. Viene sospettata dell'omicidio una donna, Simone Rosset e Dane viene mandato a Praga per arrestarla. Giunto a Praga, Dane trova la donna, credendo nell'innocenza della donna con un passato da killer, i due cominciano ad indagare insieme sul vero assassino dell'ambasciatore.

## Colonna sonora
A gennaio 1998 viene pubblicato il CD contenente le tracce della colonna sonora del film composta da Stefano Mainetti.
Tracce
1. The Shooter
2. Dane S Inferno
3. Tears For Mother
4. Red Wine
5. Free Falling
6. 1968
7. Broken Glass
8. Seduction
9. Final Journey
10. Parting Glances
11. Simone Rosset
12. Prague
13. Final Target
14. From The Heart